# Eleições legislativas portuguesas de 1985 no distrito de Vila Real
| Eleições legislativas portuguesas de 1985 Distritos: Aveiro \| Beja \| Braga \| Bragança \| Castelo Branco \| Coimbra \| Évora \| Faro \| Guarda \| Leiria \| Lisboa \| Portalegre \| Porto \| Santarém \| Setúbal \| Viana do Castelo \| Vila Real \| Viseu \| Açores \| Madeira \| Estrangeiro |

## Resultados por Concelho
Os resultados nos concelhos do Distrito de Vila Real foram os seguintes:

### Alijó
| Partido                 | Partido                       | Votos  | %               | +/-  |
| ----------------------- | ----------------------------- | ------ | --------------- | ---- |
|                         | Partido Social Democrata      | 3 436  | 34,83 / 100,00  | 2,48 |
|                         | Partido Socialista            | 2 773  | 28,11 / 100,00  | 8,01 |
|                         | Centro Democrático e Social   | 1 570  | 15,91 / 100,00  | 2,84 |
|                         | Partido Renovador Democrático | 688    | 6,97 / 100,00   | Novo |
|                         | Aliança Povo Unido            | 600    | 6,08 / 100,00   | 0,75 |
|                         | Outros                        | 353    | 3,58 / 100,00   |      |
| Votos Inválidos         | Votos Inválidos               | 446    | 4,52 / 100,00   | 0,55 |
| Total                   | Total                         | 9 866  | 100,00 / 100,00 |      |
| Eleitorado/Participação | Eleitorado/Participação       | 13 767 | 71,66 / 100,00  | 4,84 |

### Boticas
| Partido                 | Partido                       | Votos | %               | +/-  |
| ----------------------- | ----------------------------- | ----- | --------------- | ---- |
|                         | Partido Social Democrata      | 2 425 | 56,49 / 100,00  | 4,82 |
|                         | Partido Socialista            | 838   | 19,52 / 100,00  | 8,31 |
|                         | Centro Democrático e Social   | 318   | 7,41 / 100,00   | 0,15 |
|                         | Aliança Povo Unido            | 247   | 5,75 / 100,00   | 2,32 |
|                         | Partido Renovador Democrático | 100   | 2,33 / 100,00   | Novo |
|                         | Partido da Democracia Cristã  | 59    | 1,37 / 100,00   | 0,56 |
|                         | Outros                        | 110   | 2,57 / 100,00   |      |
| Votos Inválidos         | Votos Inválidos               | 196   | 4,56 / 100,00   | 1,32 |
| Total                   | Total                         | 4 293 | 100,00 / 100,00 |      |
| Eleitorado/Participação | Eleitorado/Participação       | 6 762 | 63,49 / 100,00  | 6,76 |

### Chaves
| Partido                 | Partido                       | Votos  | %               | +/-  |
| ----------------------- | ----------------------------- | ------ | --------------- | ---- |
|                         | Partido Social Democrata      | 12 226 | 50,87 / 100,00  | 1,26 |
|                         | Partido Socialista            | 4 747  | 19,75 / 100,00  | 9,45 |
|                         | Centro Democrático e Social   | 2 004  | 8,34 / 100,00   | 0,46 |
|                         | Partido Renovador Democrático | 1 668  | 6,94 / 100,00   | Novo |
|                         | Aliança Povo Unido            | 1 470  | 6,12 / 100,00   | 0,93 |
|                         | Partido da Democracia Cristã  | 328    | 1,36 / 100,00   | 0,53 |
|                         | Outros                        | 593    | 2,47 / 100,00   |      |
| Votos Inválidos         | Votos Inválidos               | 998    | 4,15 / 100,00   | 0,33 |
| Total                   | Total                         | 24 034 | 100,00 / 100,00 |      |
| Eleitorado/Participação | Eleitorado/Participação       | 37 013 | 64,93 / 100,00  | 6,22 |

### Mesão Frio
| Partido                 | Partido                       | Votos | %               | +/-   |
| ----------------------- | ----------------------------- | ----- | --------------- | ----- |
|                         | Partido Social Democrata      | 1 246 | 40,06 / 100,00  | 1,70  |
|                         | Partido Socialista            | 620   | 19,94 / 100,00  | 15,74 |
|                         | Partido Renovador Democrático | 516   | 16,59 / 100,00  | Novo  |
|                         | Centro Democrático e Social   | 283   | 9,10 / 100,00   | 0,31  |
|                         | Aliança Povo Unido            | 202   | 6,50 / 100,00   | 0,54  |
|                         | Outros                        | 125   | 4,02 / 100,00   |       |
| Votos Inválidos         | Votos Inválidos               | 118   | 3,79 / 100,00   | 0,25  |
| Total                   | Total                         | 3 110 | 100,00 / 100,00 |       |
| Eleitorado/Participação | Eleitorado/Participação       | 4 279 | 72,68 / 100,00  | 2,82  |

### Mondim de Basto
| Partido                 | Partido                       | Votos | %               | +/-   |
| ----------------------- | ----------------------------- | ----- | --------------- | ----- |
|                         | Centro Democrático e Social   | 1 718 | 37,15 / 100,00  | 2,33  |
|                         | Partido Social Democrata      | 1 282 | 27,72 / 100,00  | 1,23  |
|                         | Partido Socialista            | 653   | 14,12 / 100,00  | 10,25 |
|                         | Partido Renovador Democrático | 361   | 7,81 / 100,00   | Novo  |
|                         | Aliança Povo Unido            | 212   | 4,58 / 100,00   | 2,80  |
|                         | Partido da Democracia Cristã  | 68    | 1,47 / 100,00   | 0,47  |
|                         | União Democrática Popular     | 48    | 1,04 / 100,00   | 0,03  |
|                         | Outros                        | 100   | 2,17 / 100,00   |       |
| Votos Inválidos         | Votos Inválidos               | 182   | 3,93 / 100,00   | 1,42  |
| Total                   | Total                         | 4 624 | 100,00 / 100,00 |       |
| Eleitorado/Participação | Eleitorado/Participação       | 6 823 | 67,77 / 100,00  | 2,26  |

### Montalegre
| Partido                 | Partido                       | Votos  | %               | +/-  |
| ----------------------- | ----------------------------- | ------ | --------------- | ---- |
|                         | Partido Social Democrata      | 3 842  | 44,65 / 100,00  | 2,53 |
|                         | Partido Socialista            | 2 308  | 26,82 / 100,00  | 7,68 |
|                         | Centro Democrático e Social   | 629    | 7,31 / 100,00   | 3,06 |
|                         | Partido Renovador Democrático | 624    | 7,25 / 100,00   | Novo |
|                         | Aliança Povo Unido            | 460    | 5,35 / 100,00   | 0,26 |
|                         | Partido da Democracia Cristã  | 100    | 1,16 / 100,00   | 0,39 |
|                         | Outros                        | 283    | 3,29 / 100,00   |      |
| Votos Inválidos         | Votos Inválidos               | 358    | 4,16 / 100,00   | 0,31 |
| Total                   | Total                         | 8 604  | 100,00 / 100,00 |      |
| Eleitorado/Participação | Eleitorado/Participação       | 15 043 | 57,20 / 100,00  | 7,59 |

### Murça
| Partido                 | Partido                       | Votos | %               | +/-     |
| ----------------------- | ----------------------------- | ----- | --------------- | ------- |
|                         | Partido Social Democrata      | 2 140 | 48,01 / 100,00  | 2,36    |
|                         | Centro Democrático e Social   | 793   | 17,79 / 100,00  | 1,45    |
|                         | Partido Socialista            | 641   | 14,38 / 100,00  | 6,64    |
|                         | Aliança Povo Unido            | 290   | 6,51 / 100,00   | 1,83    |
|                         | Partido Renovador Democrático | 249   | 5,59 / 100,00   | Novo    |
|                         | Partido da Democracia Cristã  | 66    | 1,48 / 100,00   | 0,61    |
|                         | Outros                        | 107   | 2,41 / 100,00   |         |
| Votos Inválidos         | Votos Inválidos               | 171   | 3,83 / 100,00   | Estável |
| Total                   | Total                         | 4 457 | 100,00 / 100,00 |         |
| Eleitorado/Participação | Eleitorado/Participação       | 6 634 | 67,18 / 100,00  | 4,88    |

### Peso da Régua
| Partido                 | Partido                       | Votos  | %               | +/-   |
| ----------------------- | ----------------------------- | ------ | --------------- | ----- |
|                         | Partido Socialista            | 3 288  | 30,89 / 100,00  | 14,97 |
|                         | Partido Social Democrata      | 2 784  | 26,16 / 100,00  | 1,25  |
|                         | Partido Renovador Democrático | 1 445  | 13,58 / 100,00  | Novo  |
|                         | Centro Democrático e Social   | 1 328  | 12,48 / 100,00  | 0,71  |
|                         | Aliança Povo Unido            | 967    | 9,08 / 100,00   | 0,32  |
|                         | União Democrática Popular     | 111    | 1,04 / 100,00   | 0,49  |
|                         | Outros                        | 267    | 2,50 / 100,00   |       |
| Votos Inválidos         | Votos Inválidos               | 454    | 4,26 / 100,00   | 0,90  |
| Total                   | Total                         | 10 644 | 100,00 / 100,00 |       |
| Eleitorado/Participação | Eleitorado/Participação       | 15 694 | 67,82 / 100,00  | 5,20  |

### Ribeira de Pena
| Partido                 | Partido                       | Votos | %               | +/-   |
| ----------------------- | ----------------------------- | ----- | --------------- | ----- |
|                         | Partido Social Democrata      | 1 683 | 42,90 / 100,00  | 3,35  |
|                         | Partido Socialista            | 838   | 21,36 / 100,00  | 7,88  |
|                         | Centro Democrático e Social   | 650   | 16,57 / 100,00  | 2,93  |
|                         | Partido Renovador Democrático | 230   | 5,86 / 100,00   | Novo  |
|                         | Aliança Povo Unido            | 123   | 3,14 / 100,00   | 1,99  |
|                         | Partido da Democracia Cristã  | 70    | 1,78 / 100,00   | 0,56  |
|                         | Outros                        | 151   | 3,85 / 100,00   |       |
| Votos Inválidos         | Votos Inválidos               | 178   | 4,54 / 100,00   | 1,21  |
| Total                   | Total                         | 3 923 | 100,00 / 100,00 |       |
| Eleitorado/Participação | Eleitorado/Participação       | 6 948 | 56,46 / 100,00  | 11,59 |

### Sabrosa
| Partido                 | Partido                       | Votos | %               | +/-  |
| ----------------------- | ----------------------------- | ----- | --------------- | ---- |
|                         | Partido Social Democrata      | 2 019 | 40,37 / 100,00  | 2,49 |
|                         | Partido Socialista            | 1 415 | 28,29 / 100,00  | 4,58 |
|                         | Centro Democrático e Social   | 521   | 10,42 / 100,00  | 0,90 |
|                         | Partido Renovador Democrático | 347   | 6,94 / 100,00   | Novo |
|                         | Aliança Povo Unido            | 272   | 5,44 / 100,00   | 1,15 |
|                         | Outros                        | 197   | 3,94 / 100,00   |      |
| Votos Inválidos         | Votos Inválidos               | 230   | 4,60 / 100,00   | 0,53 |
| Total                   | Total                         | 5 001 | 100,00 / 100,00 |      |
| Eleitorado/Participação | Eleitorado/Participação       | 6 747 | 74,12 / 100,00  | 0,97 |

### Santa Marta de Penaguião
| Partido                 | Partido                       | Votos | %               | +/-  |
| ----------------------- | ----------------------------- | ----- | --------------- | ---- |
|                         | Partido Social Democrata      | 1 966 | 35,30 / 100,00  | 1,60 |
|                         | Partido Socialista            | 1 957 | 35,14 / 100,00  | 9,93 |
|                         | Partido Renovador Democrático | 476   | 8,55 / 100,00   | Novo |
|                         | Centro Democrático e Social   | 447   | 8,03 / 100,00   | 1,31 |
|                         | Aliança Povo Unido            | 334   | 6,00 / 100,00   | 0,19 |
|                         | Outros                        | 177   | 3,17 / 100,00   |      |
| Votos Inválidos         | Votos Inválidos               | 212   | 3,80 / 100,00   | 0,70 |
| Total                   | Total                         | 5 569 | 100,00 / 100,00 |      |
| Eleitorado/Participação | Eleitorado/Participação       | 8 198 | 67,93 / 100,00  | 8,28 |

### Valpaços
| Partido                 | Partido                       | Votos  | %               | +/-  |
| ----------------------- | ----------------------------- | ------ | --------------- | ---- |
|                         | Partido Social Democrata      | 6 265  | 51,98 / 100,00  | 3,60 |
|                         | Centro Democrático e Social   | 2 193  | 18,20 / 100,00  | 4,33 |
|                         | Partido Socialista            | 1 766  | 14,65 / 100,00  | 5,12 |
|                         | Partido Renovador Democrático | 558    | 4,63 / 100,00   | Novo |
|                         | Aliança Povo Unido            | 319    | 2,65 / 100,00   | 0,58 |
|                         | Partido da Democracia Cristã  | 157    | 1,30 / 100,00   | 0,24 |
|                         | Outros                        | 274    | 2,28 / 100,00   |      |
| Votos Inválidos         | Votos Inválidos               | 520    | 4,31 / 100,00   | 0,43 |
| Total                   | Total                         | 12 052 | 100,00 / 100,00 |      |
| Eleitorado/Participação | Eleitorado/Participação       | 19 939 | 60,44 / 100,00  | 7,68 |

### Vila Pouca de Aguiar
| Partido                 | Partido                       | Votos  | %               | +/-     |
| ----------------------- | ----------------------------- | ------ | --------------- | ------- |
|                         | Partido Social Democrata      | 3 627  | 42,51 / 100,00  | 2,25    |
|                         | Partido Socialista            | 1 972  | 23,11 / 100,00  | 12,55   |
|                         | Centro Democrático e Social   | 914    | 10,71 / 100,00  | 4,23    |
|                         | Partido Renovador Democrático | 761    | 8,92 / 100,00   | Novo    |
|                         | Aliança Povo Unido            | 517    | 6,06 / 100,00   | 1,31    |
|                         | Partido da Democracia Cristã  | 125    | 1,47 / 100,00   | 0,22    |
|                         | Outros                        | 283    | 3,32 / 100,00   |         |
| Votos Inválidos         | Votos Inválidos               | 333    | 3,90 / 100,00   | Estável |
| Total                   | Total                         | 8 532  | 100,00 / 100,00 |         |
| Eleitorado/Participação | Eleitorado/Participação       | 14 294 | 59,69 / 100,00  | 6,14    |

### Vila Real
| Partido                 | Partido                       | Votos  | %               | +/-  |
| ----------------------- | ----------------------------- | ------ | --------------- | ---- |
|                         | Partido Social Democrata      | 10 377 | 38,96 / 100,00  | 0,52 |
|                         | Partido Socialista            | 6 293  | 23,62 / 100,00  | 9,42 |
|                         | Partido Renovador Democrático | 3 323  | 12,47 / 100,00  | Novo |
|                         | Centro Democrático e Social   | 3 006  | 11,28 / 100,00  | 2,27 |
|                         | Aliança Povo Unido            | 1 794  | 6,73 / 100,00   | 0,07 |
|                         | Outros                        | 875    | 3,29 / 100,00   |      |
| Votos Inválidos         | Votos Inválidos               | 970    | 3,64 / 100,00   | 0,31 |
| Total                   | Total                         | 26 638 | 100,00 / 100,00 |      |
| Eleitorado/Participação | Eleitorado/Participação       | 35 236 | 75,60 / 100,00  | 3,05 |